# Joel Konzen

Wappen von Joel Matthias Konzen

Joel Matthias Konzen SM (* 6. November 1950 in Oak Harbor, Ohio) ist ein US-amerikanischer Ordensgeistlicher und römisch-katholischer Weihbischof in Atlanta.

## Leben
Joel Konzen besuchte von 1964 bis 1968 das Päpstliche Kolleg Josephinum in Columbus und erwarb anschließend einen Abschluss in englischer Literatur am Seminar Saint Meinrad in Indiana. Ab 1972 studierte er an der Notre Dame School of Theology in New Orleans und trat 1974 der Gemeinschaft der Maristenpatres bei. Er legte im Jahr 1975 die erste Profess ab und setzte seine Studien am Maristencollege in Washington, D.C. fort. Nach einem Einsatz als Seminarist seines Ordens an der Saint Peter Chanel High School in Bedford erwarb er 1978 den Mastergrad in Theologie an der Katholischen Universität von Amerika und ein Jahr später den Master of Divinity in New Orleans. Am 19. Mai 1979 empfing er das Sakrament der Priesterweihe.
Nach einer kurzen Zeit in der Pfarrseelsorge war er als Lehrer und in der Leitung an verschiedenen Schulen des Maristenordens tätig. Von 1989 bis 1991 studierte er das Fach Bildungsverwaltung (Educational Administration) Katholischen Universität von Amerika und erwarb auch hier den Mastergrad. Von 1992 bis 1992 und erneut von 1997 bis 1999 war er Provinzialvikar der Maristen in Washington. Seit 1999 war er Schulleiter der Maristenschule in Atlanta.
Am 5. Februar 2018 ernannte ihn Papst Franziskus zum Titularbischof von Leavenworth und zum Weihbischof in Atlanta. Der Erzbischof von Atlanta, Wilton Daniel Gregory, spendete ihm am 3. April desselben Jahres die Bischofsweihe. Mitkonsekratoren waren Bernard Shlesinger, Weihbischof in Atlanta, und der Erzbischof von Mobile, Thomas John Rodi.